# Mata Hari (comédie musicale)
Pour les articles homonymes, voir Mata Hari (homonymie).
Mata Hari at the Moulin Rouge, plus connue sous son titre abrégé Mata Hari (마타하리), est une comédie musicale de Jack Murphy et Frank Wildhorn, sur un livret d'Ivan Menchell.

## Postulat
La comédie musicale suit de façon romancée l'histoire de Mata Hari, une danseuse jouant sur les codes exotiques, exécutée pour espionnage durant la Première Guerre mondiale.

## Résumé
1917. La France, la Grande-Bretagne et la Russie affrontent l'Allemagne et l'empire austro-hongrois.
Au sein de la ville lumière, les Parisiens comme les voyageurs cherchent à s'évader face au chaos de la Première Guerre Mondiale. Sur scène, Margaretha Geertruida Zelle triomphe sous le nom de Mata Hari. Elle captive l'Europe entière, sa danse envoûte jusqu'aux spectateurs les plus aisés, lui offrant une place de choix dans la haute société.
Malgré la guerre, la célébrité de Mata Hari lui permet de parcourir librement les pays frontaliers. Ce statut particulier pourrait être un atout indéniable pour les services français, lesquels prennent contact avec la jeune femme via un certain Georges Ladoux.
Entre-temps, Mata Hari rencontre un jeune pilote solitaire et mystérieux, Armand Gilot... Lorsque Gilot est grièvement blessé, elle se porte à son secours et le soigne. Peu à peu, une relation sincère se noue entre la danseuse et le pilote, au grand dam de Ladoux. Un jeu de dupes et de séduction s'initie alors lentement entre la belle, Ladoux et Armand.
Lorsque la danseuse est accusée d'espionnage, Armand tente en vain de la disculper. Le pilote fait pression sur Ladoux pour qu'il vienne en aide à Mata Hari et le menace. Une violente dispute éclate entre les deux hommes et Ladoux tire accidentellement sur Armand. Le jeune homme meurt dans les bras de Mata Hari.
Brisée par la mort de son amant, Mata Hari se retrouve plus seule que jamais. Digne et inflexible, elle affronte son procès et sa sentence sans faiblir. Elle est finalement condamnée à mort.

## Distributions

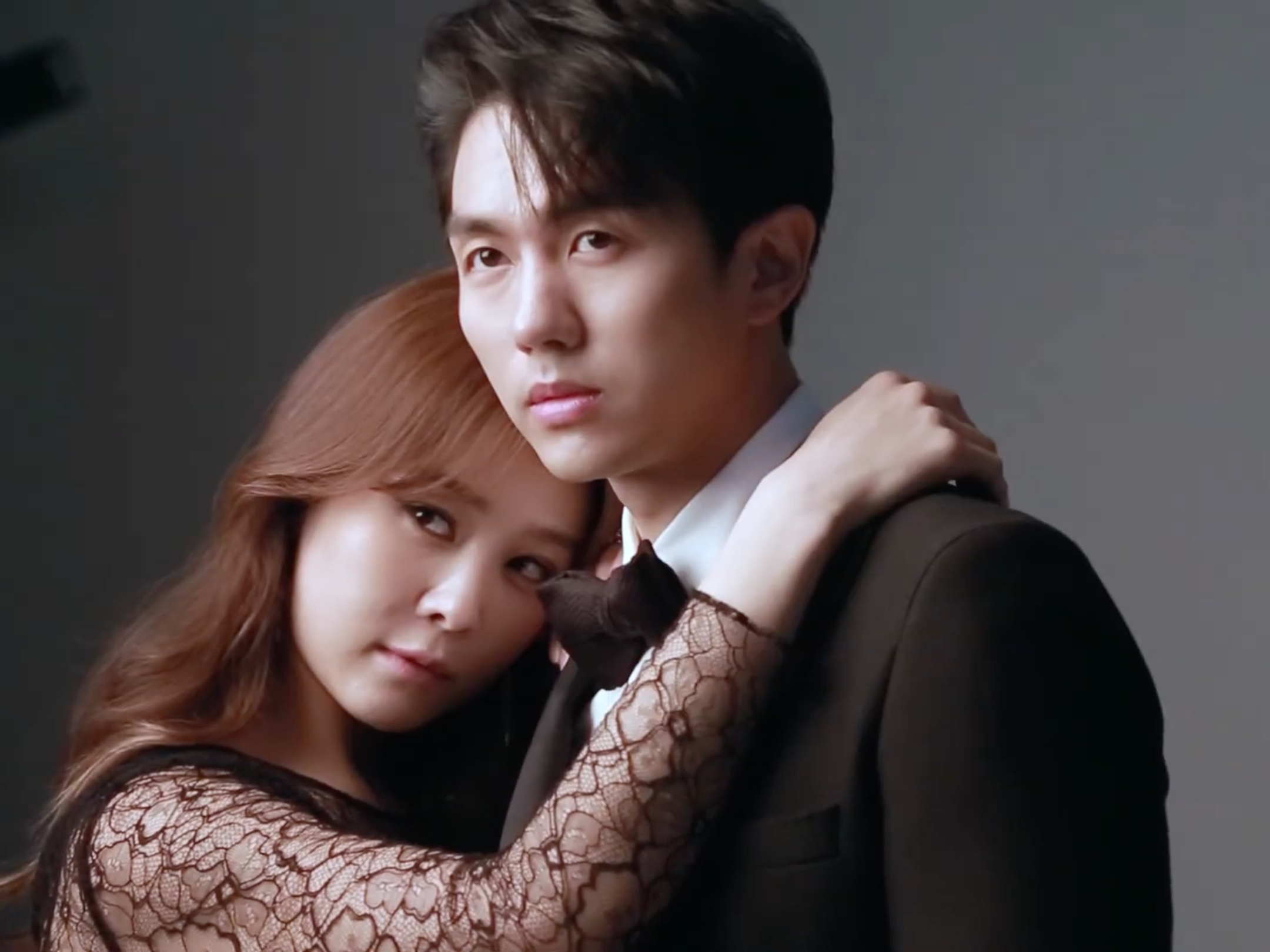
Ock Joo-Hyun (Mata Hari) et Lim Seul-Ong (Amand Gilot) lors de la séance photo promotionnelle du revival de Mata Hari.

| Rôle                   | Séoul, Corée du Sud (2016)               | Osaka, Japon (2017)            | Séoul, Corée du Sud - revival (2017)     | Tokyo, Japon - revival (2021) | Séoul, Corée du Sud - 2nd revival (2022)          | Tokyo, Japon - 2nd revival (2025) |
| ---------------------- | ---------------------------------------- | ------------------------------ | ---------------------------------------- | ----------------------------- | ------------------------------------------------- | --------------------------------- |
| Mata Hari              | Ock Joo-Hyun Sophie Kim                  | Reon Yuzuki                    | Ock Joo-Hyun Cha Ji-Yeon                 | Reon Yuzuki Reika Manaki      | Ock Joo-Hyun Solar                                | Reon Yuzuki Reika Manaki          |
| Georges Ladoux         | Ryu Jung-Han Kim Joon-Hyun Shin Sung-Rok | Kazuki Katō Takanori Sato      | Kim Joon-Hyun Min Young-Ki Moon Jong-Won | Kazuki Katō Mario Tashiro     | Choi Min-Cheol Kim Paul                           | Kazuki Katō Yūsuke Hirose         |
| Armand Gilot           | Um Ki-Joon Song Chang-Eui Jung Taek-Woon | Keisuke Higashi Kazuki Katō    | Um Ki-Joon Jung Taek-Woon Lim Seul-Ong   | Ryōsuke Miura Keisuke Higashi | Kim Sung-Sik Lee Hong-Ki Lee Chang-Sub Yoon So-Ho | Shōma Kai Kazuki Katō             |
| Anna                   | Kim Hee-Won Choi Na-Rae                  | Miō Kazune                     | Kim Hee-Won Choi Na-Rae                  | Hitomi Harukaze               | Han Ji-Yeon Choi Na-Rae                           | Hitomi Harukaze                   |
| Von Bissing            | /                                        | Shōichi Fukui                  | Kim Neul Bom                             | Shuntarō Miyao                | /                                                 | Yū Kamio                          |
| Pierre                 | /                                        | Taiki Nishikawa Hiroki Hyakuna | /                                        | Hiromu Kudō                   | /                                                 | /                                 |
| Paul Painlevé          | /                                        | Hideo Kurihara                 | /                                        | Naoto Kaji                    | /                                                 | /                                 |
| Katherine              | Hong Ki-Ju Sun Woo                       | /                              | /                                        | Megumi Iino                   | /                                                 | /                                 |
| Le Maître de Cérémonie | Im Chun-Gil                              | /                              | /                                        | /                             | /                                                 | /                                 |

## Numéros musicaux

### Production coréenne (2016)
| - "서곡 (Overture)" - Orchestre - "춤을 시작해 (Let the dance begin)" - Le Maître de cérémonie, Ensemble - "사원의 춤 (Temple dance)" - Orchestre - "스파이가 되어 (Be a spy)" - Ladoux, Ensemble - "돌아갈 수 없어 (I won’t go back)" - Mata Hari - "저 높은 곳에서 (From way up there)" - Mata Hari, Armand - "수천 명의 목숨 (Ten thousand)" - Ladoux - "누구와 (I wonder who)" - Emcee, Ensemble - "예전의 그 소녀 (The girl I used to be)" - Mata Hari - "떨어질 때 (If you fall)" - Armand, Jack, Ensemble - "수천 명의 목숨 리프라이즈 (Ten thousand reprise)" - Ladoux - "마타 하리가 되다 (Becoming Mata Hari)" - Mata Hari - "안되는데 (Didn’t mean to)" - Armand - "스파이가 되어 리프라이즈 (Be a spy reprise)" - Le Maître de cérémonie, Von Bissing, Ensemble - "내 마음을 조심해 (Be careful with my heart)" - Mata Hari, Ensemble - "남자 대 남자 (Man to man)" - Ladoux, Armand - "어딘가 (Some place)" - Mata Hari, Armand | - "막간음악 (Entr'acte)" - Orchestre - "마지막 춤을 (The last dance)" - Ladoux, le Maître de cérémonie, Katherine, Von Bissing, Ensemble - "노래를 기억해 (The song remembers)" - Mata Hari - "단 하루 (One more day)" - Armand - "너 때문에 (Because of you) - Ladoux - "너 때문에 리프라이즈 (Because of you reprise)" - Ladoux - "내 길은 하나 (All I want)" - Mata Hari - "선택권 (You have a choice)" - Katherine - "나의 전부 (Everything to me)" - Mata Hari, Armand - "이제 어디로 (What am I to do?)" - Mata Hari, Ladoux, Armand - "너를 통해 (Through you)" - Anna - "끝내야 할 임무 (All that we had to do)" - Ladoux, Ensemble - "그래서 내가 스파이야 (That’s why I’m a spy)" - Mata Hari, le Maître de cérémonie, Ensemble - "평밤한 일상 (Ordinary lives)" - Armand - "마지막 춤을 리프라이즈 2 (Last dance reprise 2)" - Le Maître de cérémonie, Ensemble - "나팔소리가 잦아든 후에 (When the trumpets fade)" - Ladoux - "너를 통해서 리프라이즈 (Through you reprise)" - Ladoux - "마지막 순간 (One last time)" - Mata Hari - "마타 하리의 고별 공연 (Mata’s farewell performance)" - Ensemble |

### Production coréenne (2017)
La production coréenne de 2017 a connu des révisions majeures depuis sa première. Si la majorité des chansons principales restent identiques, de nombreux titres sont renommés, ajoutés ou supprimés.
| - "서곡 (Overture)" - Orchestre - "살아 (Live)" - "돌아갈 수 없어 (I won’t go back)" - Mata Hari - "소문난 미녀 (Toast of the Town)" - "싸워 (Fight)" - "수천 명의 목숨 (Ten thousand)" - Ladoux - "인생이란 (C'est la Vie)" - "조금 더 큰 일 (This is something more)" - "마타 하리가 되다 (Becoming Mata Hari)" - Mata Hari - "스파이를 찾아 (To catch a Spy)" - "수천 명의 목숨 리프라이즈 (Ten thousand reprise)" - Ladoux - "내 삶이 흘러가 (A Life Time)" - Mata Hari - "스파이를 찾아 리프라이즈 (To catch a spy reprise)" - "남자 대 남자 (Man to man)" - Ladoux, Armand - "안녕 (Good bye)" - "떨어질 때 (If you fall)" - Armand, Jack, Ensemble - "두 사람 (Two People)" - Mata Hari | - "막간음악 (Entr'acte)" - Orchestre - "칼날의 끝 (On the edge of a Knife)" - Ensemble - "단 하루 (One more day)" - Ensemble - "너 때문에 (Because of you)" - Ladoux - "너 때문에 리프라이즈 (Because of you reprise)" - Ladoux - "내 길은 하나 (All I want)" - Mata Hari - "스파이를 찾아 리프라이즈 (To catch a spy reprise)" - "내 길은 하나 / 태그 (All I want / Tag)" - "또 한 명 (A soldier falls)" - "이제 어디로 (What am I to do?)" - Mata Hari, Ladoux, Armand - "평밤한 일상 (Ordinary lives)" - Armand - "너를 통해 (Through you)" - Anna - "끝내야 할 임무 (All that we had to do)" - Ladoux, Ensemble - "사원의 춤 (Temple dance)" - Orchestre - "남자 대 남자 리프라이즈 (Man to man reprise)" - "인생이란 리프라이즈 (C'est la Vie reprise)" - "나팔소리가 잦아든 후에 (When the trumpets fade)" - Ladoux - "마지막 순간 (One last time)" - Mata Hari |

## Développement
En 2012, Frank Wildhorn propose au producteur sud-coréen Hong Hyun Eum un nouveau projet de comédie musicale, centré sur la vie et la mort de Mata Hari. Ivan Menchell, le partenaire d'écriture de Wildhorn, termine la première ébauche du livret en 2013.
La première lecture de Mata Hari a eu lieu à New York, au Manhattan Pearl Studio.
Sur cette même période, Wildhorn participe également à la production de l'album Gold d'Ock Joo Hyun, qu'il pressent pour le rôle éponyme principal. L'une de ses chansons, 내 마음을 조심해 (Be careful with my heart), avait été un temps envisagé pour Mata Hari. La chanson sera retravaillée autour d'un rythme jazz et d'un texte plus optimiste. Pour composer sa Mata Hari, Wildhorn s'inspire directement de la tessiture d'Ock Joo Hyun.
Le projet prend forme et Oh Pil Young est embauché sur la scénographie. Les décors s'inspirent directement du Moulin Rouge et cette mise en abîme permet d'introduire l'héroïne. Mata Hari, danseuse et artiste, est présentée par le maître de cérémonie, lequel s'adresse au public de la comédie musicale comme s'il s'agissait des spectateurs du Moulin Rouge,.
En 2015 se tient un autre atelier, cette fois à Séoul, au Namsan Creative Center. Les chanteurs Sophie Kim, Lee Ji Hoon, Lim Hyun Soo et Kim Soo Yong sont présents et expérimentent pour la première fois les paroles et les dialogues coréens.
Le 25 janvier 2016 se tient le showcase de Mata Hari en présence de ses comédiens principaux et ses créateurs. Menchell et Wildhorn introduisent le spectacle, expliquent le contexte historique entourant leur héroïne et jouent les titres emblématiques du spectacle. La presse découvre alors les titres phares pour la première fois. Le showcase est diffusé dans son entièreté sur Naver Live TV et des extraits, enregistrés par d'autres médias musicaux tels que PlayDB, sont postés sur YouTube.

## Productions coréennes

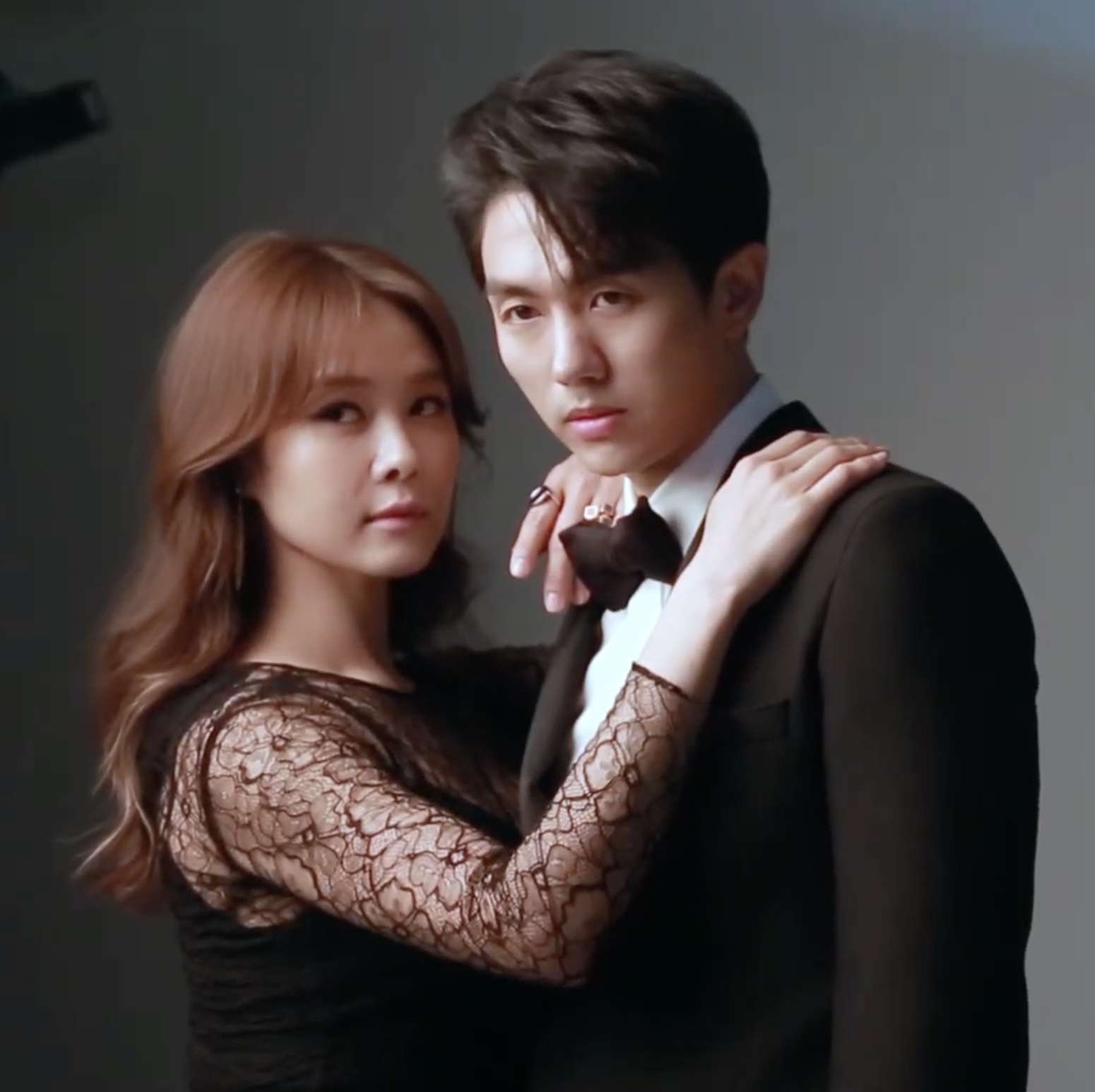
Les interprètes principaux Ock Joo-Hyun (Mata Hari) et Lim Seul-Ong (Armand Gilot) durant la séance photo du revival de Mata Hari.

Le spectacle débute officiellement le 29 mars 2016 au Blue Square Interpark Hall de Séoul. Il est mis en scène par le chorégraphe Jeff Calhoun,. Des avant-premières ont lieu du 25 au 27 mars ; une pause de deux jours est nécessaire, l'équipe devant re-négocier le planning de ses interprètes.
Durant ce temps d'exploitation, de nombreux critiques soulignent le manque de substance de l'intrigue mais encensent ses qualités visuelles. La trame et les personnages seront étoffés et retravaillés par la suite, optant pour une approche plus réaliste.
EMK Musical Company estime que 100 000 spectateurs ont assisté au spectacle au cours de ses huit premières semaines d'exploitation, soit une vente de billets estimées à 4,5 millions de dollars lors de la préouverture.
Du 29 janvier au 3 février 2016, la distribution enregistre un album comprenant six titres. Le CD est ensuite proposé à la vente avec un livre photo et un DVD retraçant les coulisses.
Un revival débute à Séoul en juin 2017, cette fois dirigé par Stephen Rayne. Il présente des changements majeurs dans l'histoire et son déroulement.

## Productions japonaises
La première production nippone (マタ・ハリ) se déroule du 21 au 28 janvier 2018 au Umeda Arts Theater d'Osaka puis du 3 au 18 février au Tokyo International Forum Hall C. La traduction, l'adaptation et la direction sont signées Sachiko Ishimaru.
Un revival se tient courant 2021 au Japon et bénéficie d'un coffret DVD. Le coffret a la spécificité de comprendre les deux distributions principales : le trio Reon Yuzuki / Kazuki Katō / Ryōsuke Miura sur un DVD et l'équipe Aiki Reika / Mario Tashiro / Keisuke Higashi sur un autre, ainsi qu'un disque bonus de 90 minutes.
Un second revival est lancé en 2025. Il signe le retour de Reon Yuzuki / Aiki Reika dans le rôle de Mata Hari. Kazuki Katō joue en alternance les deux personnages masculins principaux, Ladoux et Armand. Le double casting comprend également Yūsuke Hirose (Ladoux) et Shōma Kai (Armand).